# Sikandar Butshikan

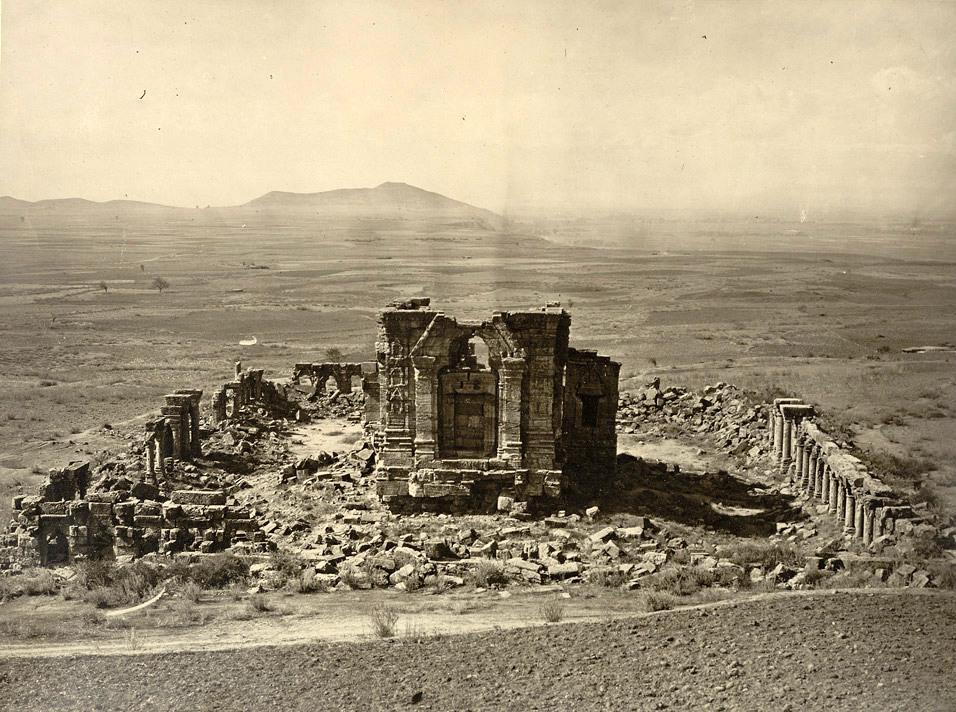
Ruïnes del temple del Sol de Martand, arrasat per Sikandar. Els extensos danys que es veuen a la foto (1868) són també producte de diversos terratrèmols.

Sikandar ibn Kutb al-Din Hindal, conegut com a Butshikan, fou sultà de Caixmir (1389-1410 o 1413) de la dinastia swati.
Va pujar al tron a la mort del seu pare Kutb al-Din Hindal 1373-1389, sent encara menor d'edat i quedant sota regència de la seva mare. El 1393 amb el suport dels sayyids bayhakis, que s'havien refugiat al país fugint de Tamerlà, es va emancipar de la tutela materna. Va encunyar moneda i va llegir la khutba en nom propi. A causa de la campanya de Tamerlà a l'Índia, van arribar al Caixmir molts refugiats entre els quals el més notable fou sayyid Muhammad ibn Ali Hamadani, que va restar alli uns dotze anys. Sikandar va seguir una política islàmica rigorista, perseguint als hindús del país (als que imposava la djizya) i destruint els ídols locals el que li va valer el nom de Butshikan (destructor d'ídols o iconoclasta). Va atribuir terres als musulmans i va construir khanakahs pels sufites. Va morir segons les fonts el 1419 o el 1413. El va succeir el seu fill Ali Shah o Shahi Khan (conegut pel seu nom de regne de Zayn al-Abidin) que va retornar a una política de tolerància.